# Andrey Chibis
Andrey Vladimirovich Chibis (en ruso: Андрей Владимирович Чибис; nacido el 19 de marzo de 1979) es un estadista y político ruso. Actualmente es el quinto gobernador del Óblast de Murmansk, desde el 27 de septiembre de 2019. Fue gobernador interino del Óblast de Murmansk el 21 de marzo de 2019 antes de asumir oficialmente el cargo. Es secretario de la rama regional de Murmansk del partido Rusia Unida desde el 15 de noviembre de 2019.
Fue Viceministro de Construcción, Vivienda y Servicios Públicos de Rusia de 2013 a 2019, y anteriormente Inspector Jefe de Vivienda del Estado de la Federación Rusa de 2014 a 2019. Doctor en Derecho desde 2006.

## Biografía

### Origen
Andrey Chibis nació en Cheboksary el 19 de marzo de 1971. Su padre, Vladimir Aleksandrovich Chibis, era el director general adjunto de la Asociación de Producción de Cheboksary.
Chibis estudió en la escuela; después de graduarse del Cheboksary Lyceum No. 1 en 1996, ingresó a la facultad de derecho del Instituto Cooperativo Cheboksary (sucursal) de la Universidad de Cooperativas de Consumo de Moscú, donde se graduó en 2001.

### Ryazan - Cheboksary
En 2004, Chibis se fue a Ryazan en un equipo con el exalcalde de la ciudad de Cheboksary, Anatoly Igumnov, Después de la victoria de Georgy Shpak en las elecciones, Anatoly Igumnov fue nombrado asistente del gobernador de Ryazan Oblast, y Chibis fue nombrado asesor del gobernador de Ryazan Oblast en cuestiones legales. El candidato perdedor a gobernador Igor Morozov trató de impugnar los resultados de las elecciones, alegando que el equipo de Shpak usó el "dinero negro" durante las elecciones para gobernador. En una entrevista con el periódico Kommersant, Chibis dijo que en lugar de enviar documentos al tribunal, Igor Morozov los demuestra al "público en general", lo que "confirma la versión de que esto es solo un juego y la creación de un canal de información durante la campaña electoral en la Duma Regional de Ryazan". Más tarde, Chibis fue testigo en el juicio, que examinó el recibo de Chibis de fondos para necesidades relacionadas con el trabajo electoral. En el tribunal, Chibis dijo que había escrito el recibo por adelantado, por si acaso, pero que en realidad no había recibido dinero; enfatizó que no recibió dinero de Georgy Shpak por su trabajo en la sede electoral -era interesante para él trabajar  'desde el punto de vista de la experiencia y mejorar su imagen' .